# 斐豹蛱蝶
斐豹蛺蝶（學名：Argynnis hyperbius，英文俗名：Indian Fritillary）又名黑端豹斑蝶及斐胥，是屬於蛺蝶科的一種蝴蝶，是豹蛺蝶屬的一種。廣泛分佈於東洋界、澳新界及東非。生境為低至中高海拔地區（0-3000米）的常綠闊葉林、草原和都市綠化地帶。
蝴蝶翅膀橙黃色，配有黑色斑紋；雄雌異型，只有雌蝶的前翅正面端半部是呈深紫色並配有白斜帶，是為貝氏擬態至有毒的金斑蝶，使天敵誤以為有毒而不敢獵食。幼蟲以堇菜科植物作寄主。

## 分佈
斐豹蛺蝶是豹蛺蝶屬中的唯一熱帶物種，近年來隨著全球暖化的影響有不斷向北方拓殖的趨勢，分佈地區包括：
- 埃塞俄比亞界：非洲東北部
- 東洋界：中國各地、台灣、南亞、中南半島、東南亞、朝鮮半島、日本等
- 澳新界：新幾内亞、澳洲

## 形態
軀體背側呈黃褐色，腹側除腹部呈白色外呈淡黃褐色。展翅寬70-80毫米。
前翅近三角形，翅端突出，前緣略作弧形。後翅接近扇形，外緣呈波狀。翅背面底色橙黃色，有數列鮮明黑色斑點列。前後翅中室端有黑褐色短條紋，前翅中室内另有數道黑褐色短線紋。後翅沿外緣有鮮明黑色紋。
翅腹面於前翅色彩、斑紋與翅背面相似，但底色色調較淺，而於翅端處有斑駁的橄欖色、銀白色與黃色斑紋，後翅則除了斑駁的橄欖色、銀白色與黃色斑紋外，尚有黑色細線紋。緣毛黃白色或白色，於翅脈端呈黑褐色。
雄雌異型，雌蝶前翅背面於翅端有紫黑色紋及白斑，雄蝶則無此等斑紋。

## 習性
一年多代。雌蝶產卵時將卵產於寄主植物上或其附近雜物上。成蝶出沒於林緣，草原，甚至公園等都市綠地等環境。飛行敏捷快速，愛在日照充足的時間訪花和在開揚空地低飛。

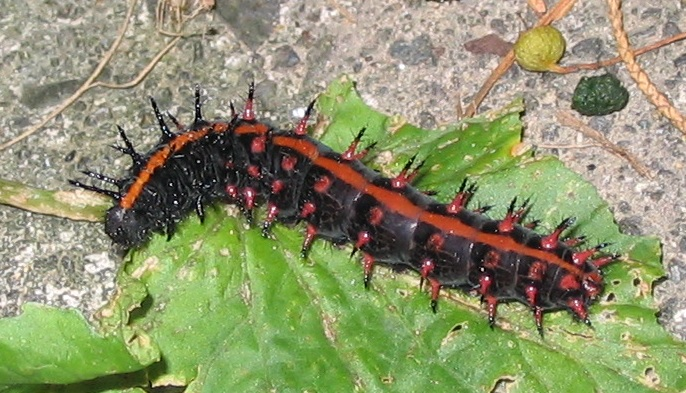
幼蟲
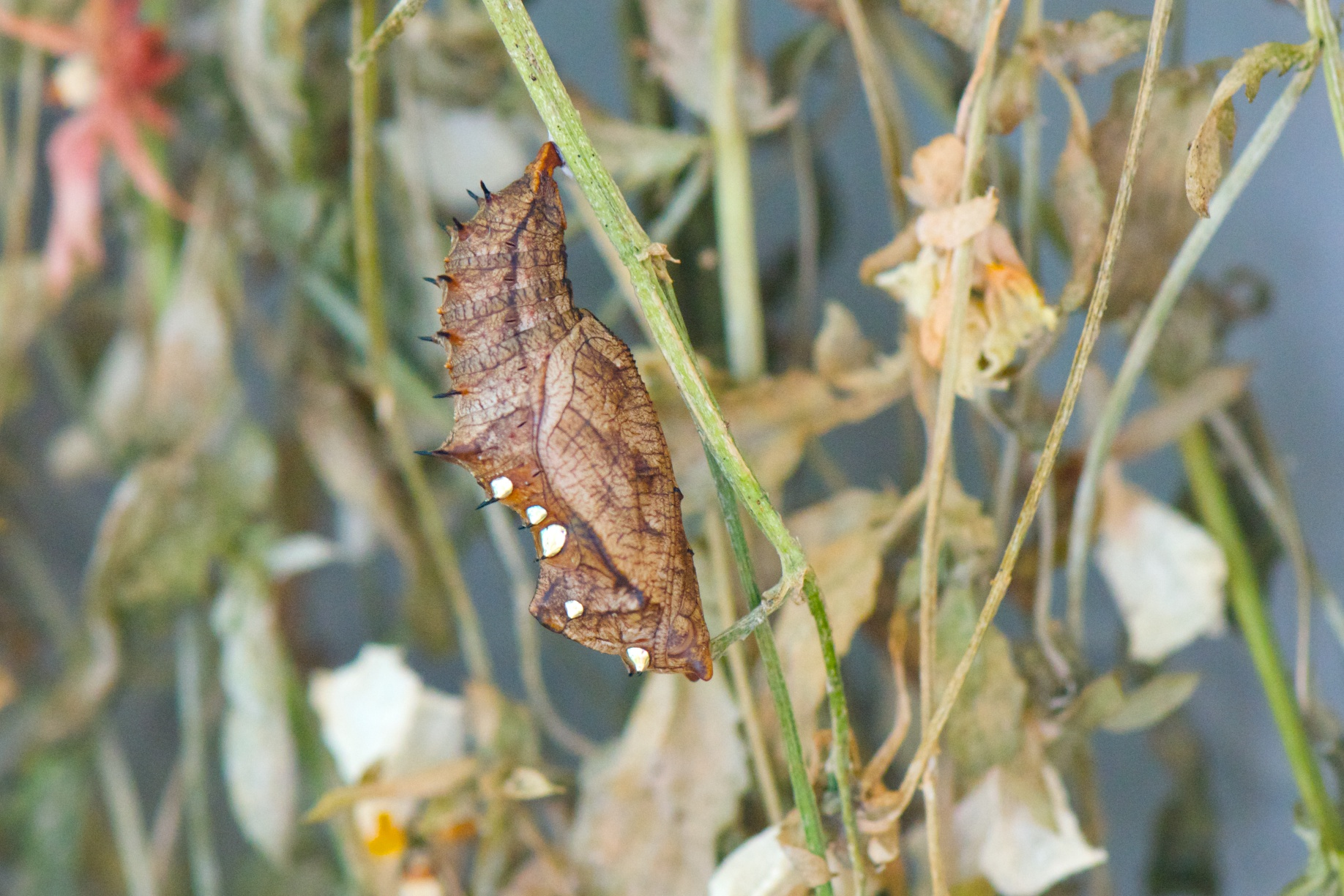
蛹
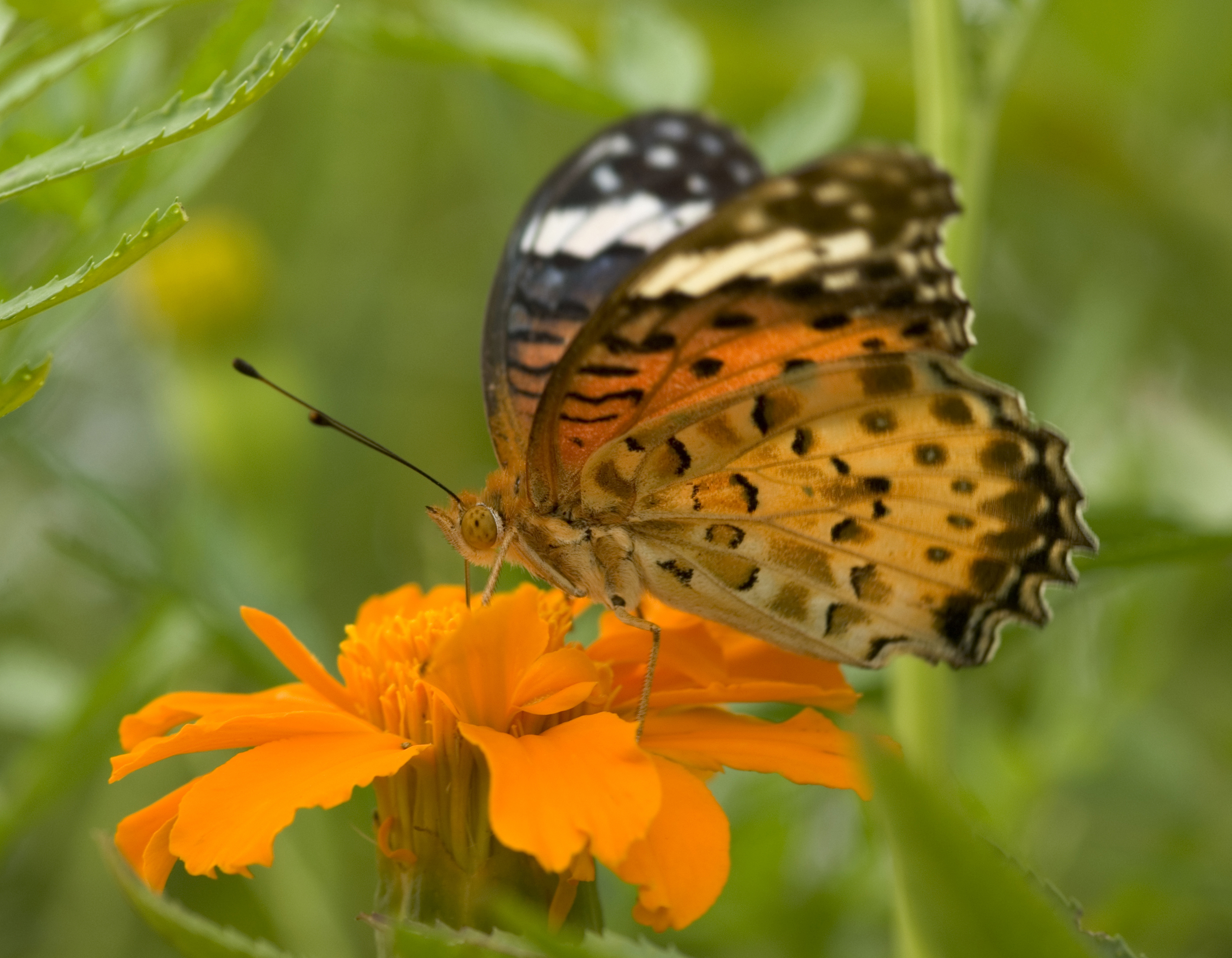
訪花
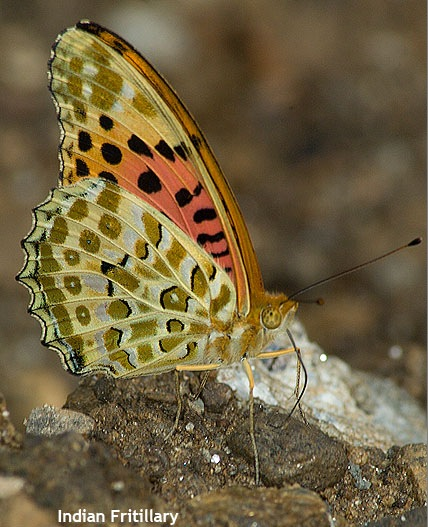
吸水
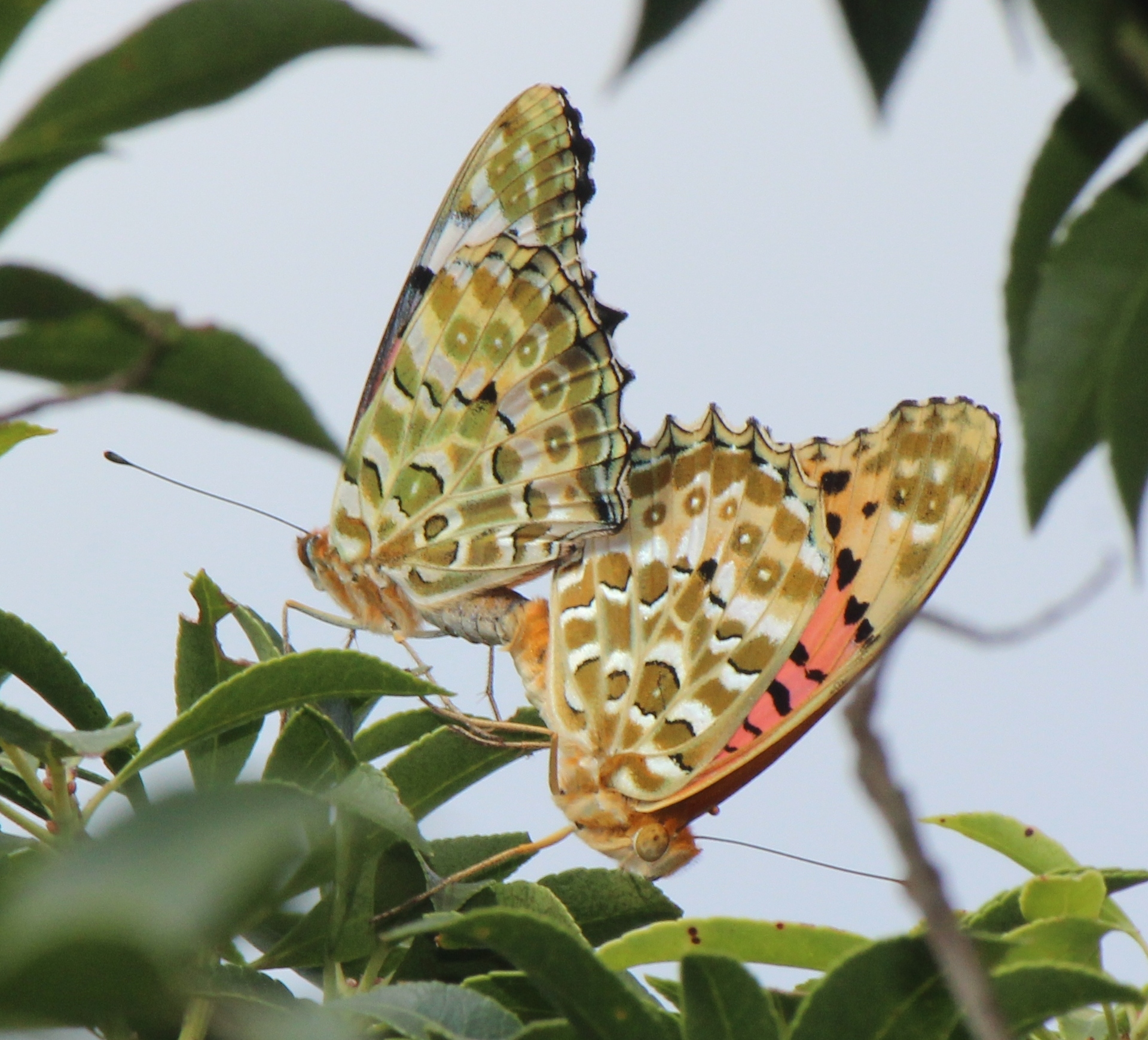
交尾
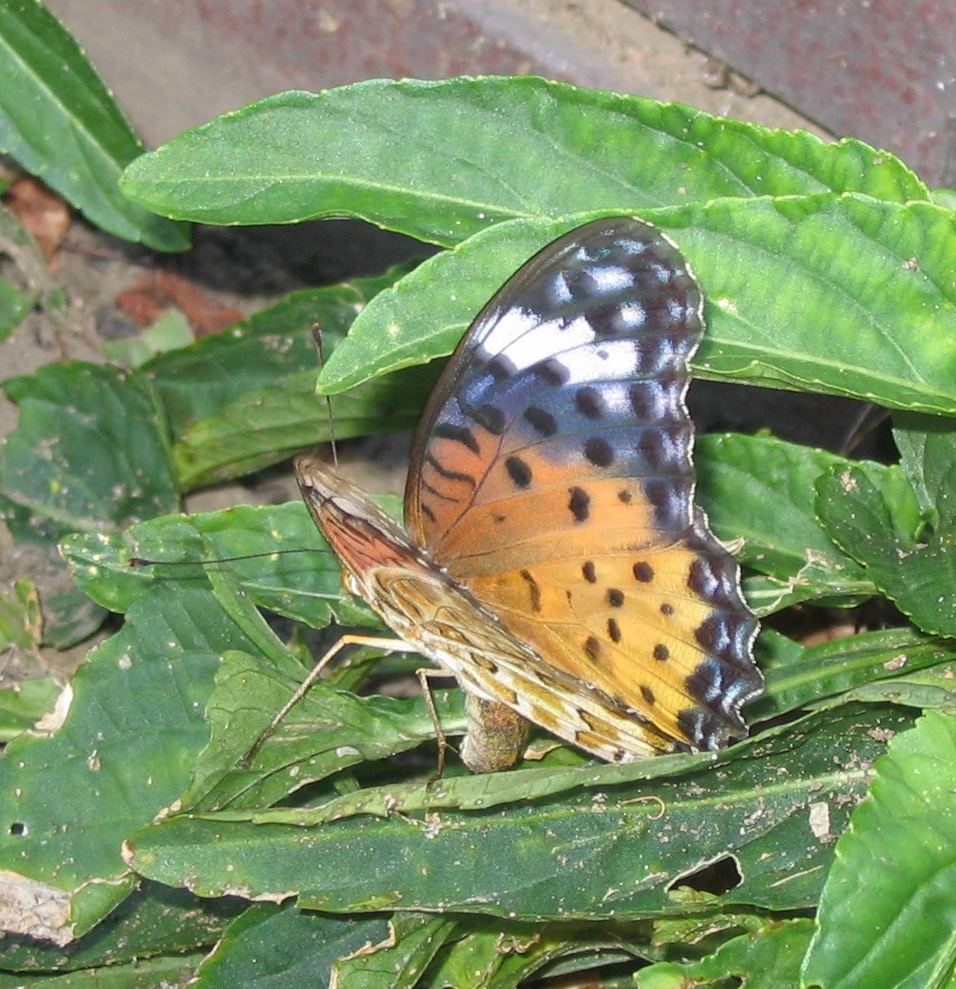
產卵

## 生態

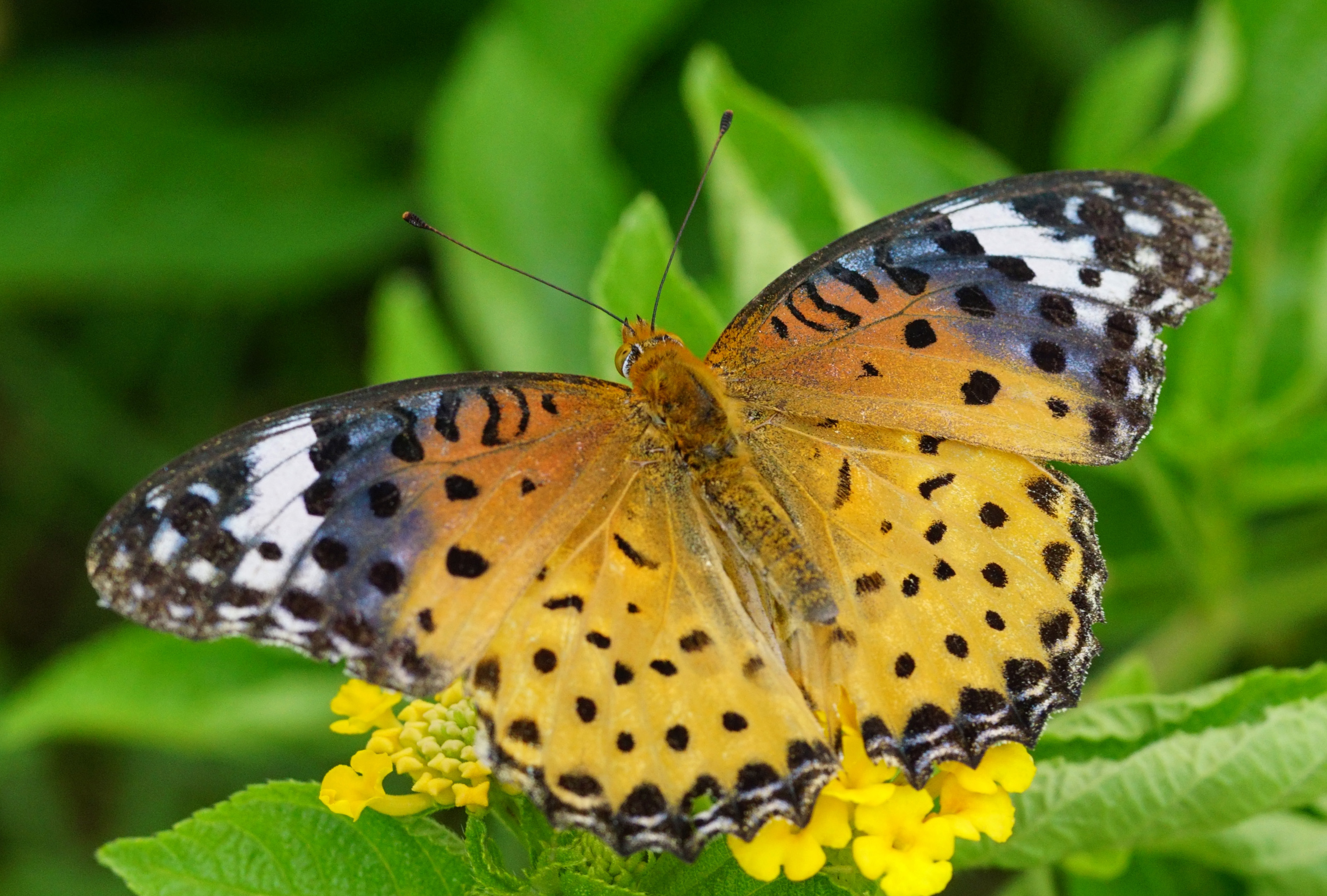
雌性斐豹蛺蝶，無毒

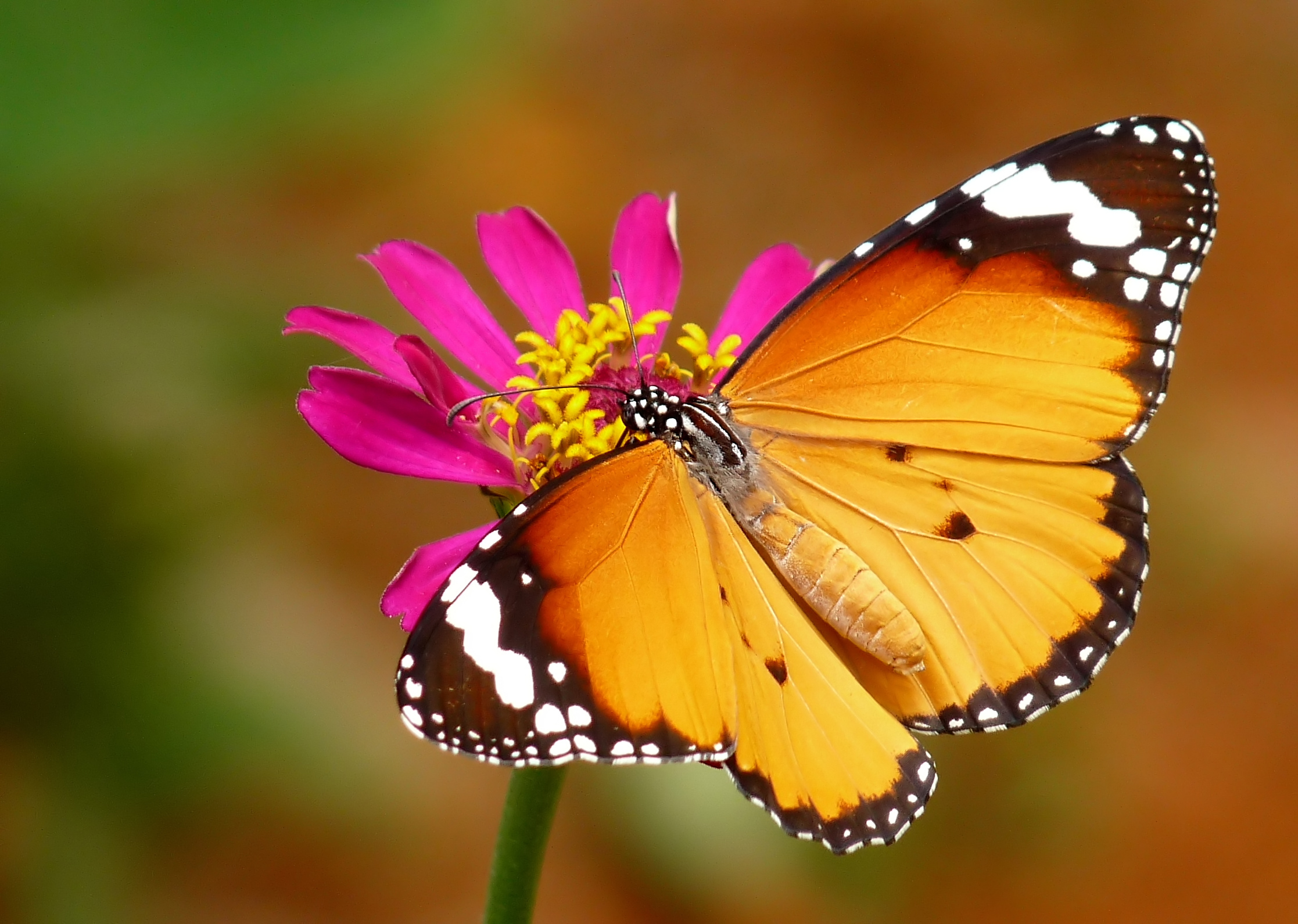
金斑蝶，有毒，被此蝶種擬態

### 擬態
雌蝶外觀模擬成有毒的金斑蝶，以鮮艷的警戒色阻遏其他捕食者，並使天敵誤以為有毒，而不敢獵食，這種擬態屬於貝氏擬態。

### 寄主
幼蟲的寄主為堇菜科堇菜屬中的植物，取食部位為葉片，物種包括：
- 岩生堇菜 Viola adenothrix
- 戟葉堇菜 V. betonicifolia
- 台灣堇菜 V. formosana
- 腎葉堇菜 V. hederacea
- 長萼堇菜 V. inconspicua
- 台北堇菜 V. nagasawai
- 香堇菜 V. odorata
- 紫花地丁 V. philippica
- 三色堇 V. tricolor
- 堇菜 V. verecunda

## 亞種
- A. h. hyperbius 指名亞種
- A. h. castetsi Oberthür,1891
- A. h. castetsoides Reuss,1926
- A. h. centralis Martin,1914
- A. h. coomani Le Cerf,1933
- A. h. hybrida Evans,1912
- A. h. inconstans Butler,1873 澳洲亞種
- A. h. javanica Oberthür,1899
- A. h. montorum Joicey & Talbot,1926
- A. h. neumanni Rothschild,1902
- A. h. niugini Samson,1976
- A. h. sagada Fruhstorfer,1912
- A. h. sumatrensis Fruhstorfer
- A. h. taprobana Moore,1900

## 腳註
1. ↑  de Moya, R. S. (2016). Molecular Phylogenetic Analysis of Argynnis Fabricius (1807) including North American Speyeria Scudder (1872) (Doctoral dissertation, University of the Pacific).
2. 1 2 3  斐豹蛺蝶 （页面存档备份，存于） - 香港生物多樣性數據庫 （繁體中文）
3. 1 2  徐堉峰. . 台灣: 晨星出版有限公司. 2013年3月10日: 67–69. ISBN 9789861776682 （中文（繁體））.
4. ↑  Chou, 1994. Monografia Rhopalocerorum Sinensium 2: 464-465
5. ↑  K. L. & L. E. Dunn, 1991. Review of Australian Butterflies: distribution, life history and taxonomy. Pushlished by authors, Melbourne Review Austr. Butts. (1-4): (120-140)

## 外部連結
- 维基共享资源上的相關多媒體資源：斐豹蛺蝶
- 維基物種上的相關：斐豹蛺蝶
- Argyreus hyperbius hyperbius （页面存档备份，存于） - Butterflies in Indo-China （英文）
- Argyreus hyperbius （页面存档备份，存于） - Lepidoptera Larvae of Australia （英文）
- Argynnis hyperbius Herrich-Schäffer, 1869 （页面存档备份，存于） - Catalogue of Life （英文）
- Argyreus hyperbius - funet.fi